# Василка Сугарева
Василка Николаева Сугарева е българска актриса и режисьор. Най-известна е с озвучаването на игрални, документални, анимационни филми и сериали, автор на сценарии и рецитали, водеща на различни събития, концерти, празници и церемонии.

## Ранен живот
Родена е в град Панагюрище – в семейството на изявени творци. Василка е внучка на изтъкнатия просветител, енциклопедист, журналист, историограф, краевед и музикант Атанас Сугарев.
Завършва гимназия „Нешо Бончев“ в Панагюрище - с отличен успех и медал. През 1982 г. завършва Актьорско майсторство за куклен театър с отличие във ВИТИЗ „Кръстьо Сарафов“ – в класа на професор Николина Георгиева.

## Актьорска кариера
Работи като актриса в ДКТ – Русе (1982 – 1985), ДКТ – Пазарджик (1985 – 1991), ДТ „Константин Величков“ (1991 – 1995) и Шоу-театър „Албена“ (1996 – 2001). От 2002 г. е актриса на свободна практика. Има над сто роли в драматични и куклени спектакли, както и гостувания с театрални, музикални и танцови представления в повечето европейски страни. Ръководи десет драматични, сатирични и куклени любителски състави. Също така участва в игрални копродукции и реклами.

## Кариера на озвучаваща актриса
Сугарева започва кариерата си в дублажа около 1994 – 1995 г. Първият сериал, за който дава гласа си, е венецуелският „Касандра“ за Нова телевизия.
Други сериали с нейно участие са „Пътеводна светлина“, „Богати и жестоки“, „Фрейзър“ (дублаж на TV7), „Синьо лято“ (дублаж на Андарта Студио), „Хубавата Мария“, „Октопод“ (първи дублаж на БНТ), „Спешно отделение“, „Марина“, „Отмъщението“, „Старгейт SG-1“, „24“ (от първи до трети сезон), „Нашествие“, „Разобличаване“, „Тайните на времето“, „Моето семейство“ (дублаж на VMS), „Втори шанс“, „Майка“, „Странното завръщане на Диана Саласар“ много други.
От 2001 г. Сугарева режисира дублажи. Първите ѝ филми като режисьор на нахсинхронен дублаж са „Пътят към Елдорадо“, „Динозавър“ и „Шрек“, записани в Александра Аудио.
Озвучените от нея герои във филми и сериали са на Дукеса в „Аристокотките“, Сара в „Земята преди време“ (дублаж на bTV), София в „Принцеса Анастасия“, Търк в „Тарзан“, Стела в „Балто 3: Крилете на промяната“, Аби в „Чикън Литъл“, Жабата в „Палечка“, Сали в поредицата „Колите“, Баба Дейзи в поредицата „Артур и минимоите“, Мардж Симпсън в „Семейство Симпсън: Филмът“, Пепелянка в поредицата „Кунг-фу панда“, Кенгурката в „Хортън“, Г-жа Форсибъл в „Коралайн и тайната на огледалото“, Мама Оди в „Принцесата и жабокът“, Капитан Дюбоа в „Мадагаскар 3“, Бабата на Сид в поредицата „Ледена епоха“, Пердита в сериала „101 далматинци“, Людмила в „Барток Великолепни“, Кларабел в „Клубът на Мики Маус“ (дублаж на Александра Аудио), Кралицата във филма „Моето малко пони“, песните на Феята-кръстница в „Шрек 2“, Топси в „Мери Попинз се завръща“, Кралицата в „Добрият великан“, Британи и Джанет в „АЛВИННН! и катеричоците“ сеньора Гузман в „Енканто“, г-жа Кроули в двата филма на „Ела, изпей!“, г-жа Крулърман в „Клифърд, голямото червено куче“, Директорката във "Фермата Гот",  Майстор Чоу в „Миньоните 2“, Емили Крачит в „Коледна песен“, Баба Яга в двата филма на „Шантаво семейство“, Мъртън в „DC Лигата на супер-любимците“, Мис Гудуей в „Пес патрул: Филмът“ и др.
През 2019 г. печели наградата „Икар“ в категория „най-добър дублаж (актриса)“ за нахсинхронния дублаж на Топси, героинята на Мерил Стрийп, в „Мери Попинз се завръща“, за която е номинирана с Ася Рачева за Джейн Доу в „Мъртва точка“ и Ася Братанова за Марек в „Митика“.
По-късно започва да работи като режисьор на дублажи в Александра Аудио, Графити Студио, "Сюжет", Джи Ти Ви и Медиа Линк - където озвучават многобройни сериали за всички български телевизии.

## Други дейности
Василка Сугарева пише сценарии и води чествания, концерти, конкурси, шоу-програми и други мероприятия. Ръководи театрални и куклени състави. Изявява се като рецитатор и певица в стил: джаз, рок и евъргрийн.

## Награди
Носителка е на „Икар“ – за дублаж на Мерил Стрийп /Топси в мюзикъла „Мери Попинз се завръща“/, актьорски награди от международни фестивали във Варна (1988) и град Печ в Унгария. (1989) През периода 1983 – 1995 г. печели и златни медали от републикански фестивали за спектакли на театралните състави, създадени и ръководени от нея в Русе, Пазарджик и Панагюрище.

## Личен живот
Омъжена е за актьора Здравко Димитров. Семейството има една дъщеря на име Марина Димитрова Архив на оригинала от 2010-04-28 в Wayback Machine., която също има значими роли в дублажа, но е по-известна като професионална цигуларка с много национални и международни награди, и успешна европейска кариера.

## Филмография
- „Връзки“ (2015 – 2016) – Директорка на училище
- „Корпус за бързо реагиране 2: Ядрена заплаха“ (2014) – майката на Петя
- „Кантора Митрани“ (2012), 12 серии – директорка (в 1 серия: II)
- „Къде е Маги?“
- „Пътят към Йерусалим“